# Joël Veltman
Joël Veltman là một cầu thủ bóng đá chuyên nghiệp người Hà Lan chơi ở vị trí trung vệ cho câu lạc bộ Brighton & Hove Albion và đội tuyển bóng đá quốc gia Hà Lan.
Là một sản phẩm của lò đào tạo trẻ AFC Ajax, Veltman đã có 246 lần ra sân cho câu lạc bộ Amsterdam trước khi chuyển đến Brighton vào tháng 7 năm 2020 với mức phí 900.000 bảng theo một bản hợp đồng 3 năm.
Veltman đã có hơn 20 lần khoác áo đội tuyển quốc gia Hà Lan kể từ khi ra mắt vào tháng 11 năm 2013.

## Sự nghiệp câu lạc bộ

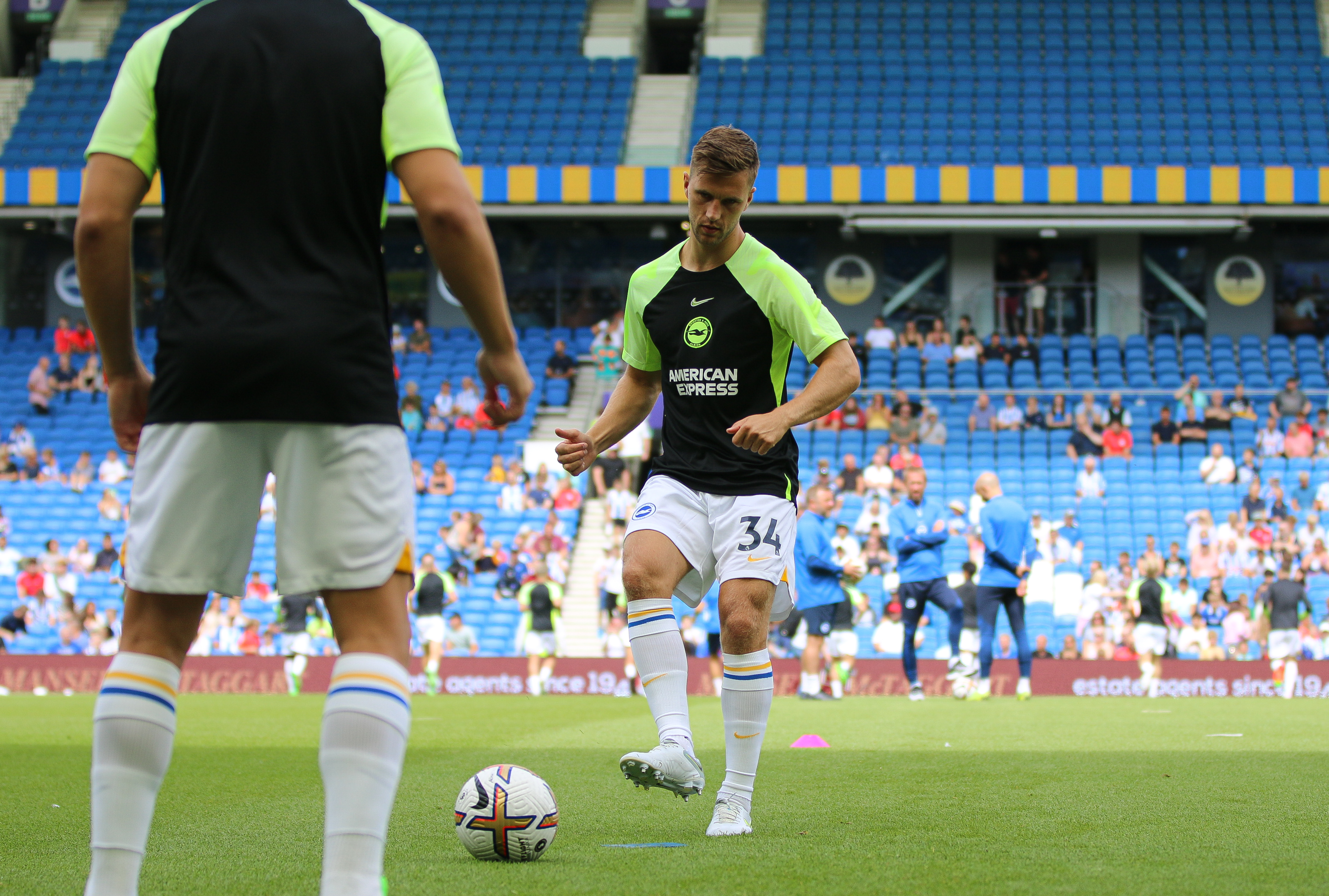
Joël Veltman trong trận đấu giao hữu trước mùa giải: Brighton and Hove Albion với RCD Espanyol vào ngày 30 tháng 7 năm 2022

### Ajax
Veltman bắt đầu sự nghiệp bóng đá của mình trong các đội trẻ của VV IJmuiden ở quê nhà Velsen trước khi chuyển đến Ajax vào năm 2001, nơi anh đã trải qua hàng ngũ thanh thiếu niên của câu lạc bộ. Khi chơi cho đội trẻ Ajax A1 năm 2011-12, Veltman đã giúp đội bóng của mình giành chức vô địch giải đấu Nike Eredivisie, cũng như hoàn thành chức vô địch của Inter Milan trong NextGen Series (tương đương UEFA Champions League cho -20 đội) sau khi thua trên chấm phạt đền (5 trận3) sau bế tắc 1 trận1 sau hiệp phụ. Anh ra mắt chính thức cho đội một Ajax vào ngày 19 tháng 8 năm 2012 trong trận đấu trên sân khách với NEC ở Nijmegen, vào sân thay thế cho Mitchell Dijks ở phút 79; trận đấu kết thúc với chiến thắng 1 - 6 cho Ajax. Sau mùa giải khởi đầu thành công với đội một Ajax, giúp đội bóng của anh ấy có được danh hiệu quốc gia thứ ba liên tiếp và cá nhân đầu tiên, vào ngày 6 tháng 6 năm 2013, Veltman đã gia hạn hợp đồng với Ajax thêm bốn năm nữa, ràng buộc anh ấy với câu lạc bộ cho đến mùa hè năm 2017.
Tháng 4 năm 2018, Veltman bị rách dây chằng chéo trước trong trận đấu gặp VVV-Venlo. Sau một thời gian dài điều trị, anh trở lại thi đấu cho đội một vào tháng 2 năm 2019.

## Thống kê sự nghiệp

### Câu lạc bộ
Tính đến ngày 25 tháng 5 năm 2021.
| Câu lạc bộ             | Mùa giải     | Giải vô địch quốc gia | Giải vô địch quốc gia | Giải vô địch quốc gia | Cúp quốc gia | Cúp quốc gia | Cúp liên đoàn | Cúp liên đoàn | Cúp châu Âu | Cúp châu Âu | Khác | Khác | Tổng cộng | Tổng cộng |
| Câu lạc bộ             | Mùa giải     | Hạng đấu              | Trận                  | Bàn                   | Trận         | Bàn          | Trận          | Bàn           | Trận        | Bàn         | Trận | Bàn  | Trận      | Bàn       |
| ---------------------- | ------------ | --------------------- | --------------------- | --------------------- | ------------ | ------------ | ------------- | ------------- | ----------- | ----------- | ---- | ---- | --------- | --------- |
| Ajax                   | 2011–12      | Eredivisie            | 0                     | 0                     | 0            | 0            | —             | —             | 0           | 0           | —    | —    | 0         | 0         |
| Ajax                   | 2012–13      | Eredivisie            | 7                     | 0                     | 3            | 0            | —             | —             | 0           | 0           | 0    | 0    | 10        | 0         |
| Ajax                   | 2013–14      | Eredivisie            | 25                    | 2                     | 4            | 0            | —             | —             | 4           | 0           | 1    | 0    | 34        | 2         |
| Ajax                   | 2014–15      | Eredivisie            | 25                    | 4                     | 1            | 0            | —             | —             | 8           | 0           | 0    | 0    | 34        | 4         |
| Ajax                   | 2015–16      | Eredivisie            | 34                    | 2                     | 1            | 0            | —             | —             | 9           | 0           | —    | —    | 44        | 2         |
| Ajax                   | 2016–17      | Eredivisie            | 30                    | 0                     | 0            | 0            | —             | —             | 14          | 0           | —    | —    | 44        | 0         |
| Ajax                   | 2017–18      | Eredivisie            | 30                    | 1                     | 2            | 0            | —             | —             | 4           | 0           | —    | —    | 36        | 1         |
| Ajax                   | 2018–19      | Eredivisie            | 9                     | 1                     | 0            | 0            | —             | —             | 5           | 0           | —    | —    | 14        | 1         |
| Ajax                   | 2019–20      | Eredivisie            | 19                    | 0                     | 1            | 0            | —             | —             | 9           | 0           | 1    | 0    | 30        | 0         |
| Ajax                   | Total        | Total                 | 179                   | 10                    | 12           | 0            | —             | —             | 53          | 0           | 2    | 0    | 246       | 10        |
| Brighton & Hove Albion | 2020–21      | Premier League        | 28                    | 1                     | 3            | 0            | 3             | 0             | —           | —           | —    | —    | 34        | 1         |
| Career total           | Career total | Career total          | 207                   | 11                    | 15           | 0            | 3             | 0             | 53          | 0           | 2    | 0    | 280       | 11        |

1. ↑  Three appearances in UEFA Champions League, one appearance in UEFA Europa League.
2. 1 2  Appearance in the Johan Cruyff Shield.
3. ↑  Five appearances in UEFA Champions League, three appearances in UEFA Europa League
4. ↑  Two appearances in UEFA Champions League, seven appearances in UEFA Europa League
5. ↑  Four appearances in UEFA Champions League, ten appearances in UEFA Europa League
6. ↑  Two appearances in UEFA Champions League, two appearances in UEFA Europa League
7. ↑  Five appearances in UEFA Champions League
8. ↑  Nine appearances in UEFA Champions League

### Quốc tế
Tính đến ngày 13 tháng 6 năm 2021
| Hà Lan    | Hà Lan | Hà Lan | Hà Lan |
| Năm       | Trận   | Bàn    |        |
| --------- | ------ | ------ | ------ |
| 2013      | 1      | 0      |        |
| 2014      | 6      | 0      |        |
| 2015      | 1      | 0      |        |
| 2016      | 6      | 0      |        |
| 2017      | 5      | 2      |        |
| 2019      | 3      | 0      |        |
| 2020      | 5      | 0      |        |
| 2021      | 1      | 0      |        |
| Tổng cộng | 28     | 2      |        |

### Bàn thắng quốc tế
Bàn thắng và kết quả của Hà Lan được để trước.
| #  | Ngày               | Địa điểm                   | Đối thủ     | Bàn thắng | Kết quả | Giải đấu |
| -- | ------------------ | -------------------------- | ----------- | --------- | ------- | -------- |
| 1. | 4 tháng 6 năm 2017 | De Kuip, Rotterdam, Hà Lan | Bờ Biển Ngà | 1–0       | 5–0     | Giao hữu |
| 2. | 4 tháng 6 năm 2017 | De Kuip, Rotterdam, Hà Lan | Bờ Biển Ngà | 3–0       | 5–0     | Giao hữu |